# NGC 1451
NGC 1451 est une galaxie lenticulaire située dans la constellation de l'Éridan. NGC 1451 a été découverte par l'astronome prussien Heinrich d'Arrest en 1864.

## Caractéristiques
Sa vitesse par rapport au fond diffus cosmologique est de 3 785 ± 46 km/s, ce qui correspond à une distance de Hubble de 55,8 ± 4,0 Mpc (∼182 millions d'al).
À ce jour, une mesure non basée sur le décalage vers le rouge (redshift) donne une distance d'environ 48,200 Mpc (∼157 millions d'al). Cette valeur est à l'extérieur mais compatible avec les valeurs de la distance de Hubble.

## Groupe de NGC 1417
NGC 1451 fait partie du groupe de NGC 1417 qui compte au moins 14 galaxies, dont NGC 1358, NGC 1376, NGC 1417, NGC 1418, NGC 1441, NGC 1449 et NGC 1453.